# René von Bourbon-Parma

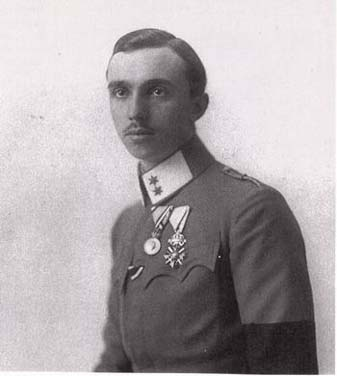
René als Offizier der k. k. Armee

René von Bourbon-Parma (* 17. Oktober 1894 in Schwarzau am Steinfeld, Österreich-Ungarn; † 30. Juli 1962 in Kopenhagen, Dänemark) war ein Mitglied des Hauses Bourbon-Parma.

## Leben

### Vorgeschichte
Nach der militärischen Niederlage der Schutzmacht Österreich im Sardinischen Krieg im Jahre 1859 wurden die Herzöge von Parma entthront; die Regentin des Herzogtums Louise Marie Thérèse d’Artois die für ihren minderjährigen Sohn Robert I. die Regentschaft führte, musste mit ihren Kindern über die Schweiz nach Österreich flüchten. Am 15. September 1859 wurde die Dynastie Bourbon in Parma offiziell für abgesetzt erklärt. Im Jahre 1860 wurde sodann das Herzogtum Parma durch die Revolutionäre zuerst den Königreich Sardinien angeschlossen das 1861 in den Einheitsstaat Italien aufging (Risorgimento). Seither lebte dieser Zweig der Familie der Bourbonen im österreichischen Exil. Robert I. erwarb am 27. August 1889 das Schloss Schwarzau, wo auch ein Teil seiner jüngeren Kinder geboren wurde.

### Biographie

Familien Wappen derer zu Bourbon-Parma

René Karl Maria Joseph von Bourbon-Parma war der vierte Sohn des letzten regierenden Herzogs von Parma, Robert I. und dessen zweiter Ehefrau Maria Antonia von Portugal. Aus dieser Ehe stammten 12 Kinder, Zita, die spätere Kaiserin von Österreich und Apostolische Königin von Ungarn war Renés ältere Schwester. René wuchs in Österreich auf und schlug eine Militärlaufbahn ein, seine erste Ausbildung erhielt er an der Theresianischen Militärakademie und Wiener Neustadt. Dann diente er als Kavallerie-Offizier in der k.k. Armee.
Während des Ersten Weltkrieges diente er zusammen mit seinen Brüdern Elias und Felix in der Österreichisch-Ungarischen Armee an Seite der Mittelmächte, während sich die Brüder Sixtus und Franz Xaver der Triple Entente anschlossen.
Nach dem Ende des Ersten Weltkrieges zog René nach Frankreich und nahm die französische Staatsbürgerschaft an. Sie lebten in einer sehr komfortablen Villa in französischen Saint-Maurice im Département Val-de-Marne.
Nach dem Ausbruch des Zweiten Weltkrieges ersuchte er um Aufnahme in das französische Heer. Sein Gesuch wurde mit der Begründung, dass er während des Ersten Weltkrieges im feindlichen Österreich-Ungarischen Heer diente, abgelehnt. Darauf ging er nach Finnland, meldete sich bei den Oberbefehlshaber der finnischen Truppen, Carl Gustaf Emil Mannerheim, trat in das dortige Heer ein und kämpfte in den Jahren 1939–1940 auf finnischer Seite in den Winterkrieg gegen die Sowjetunion. Vor den Einmarsch der deutschen Truppen in Frankreich im Jahre 1940 (Westfeldzug) flüchtete er samt Familie zuerst nach Portugal und später in die USA.
Im Jahre 1944 erhielt er, nachdem die Alliierten in der Normandie landeten (Operation Neptune) die Erlaubnis in die Dienste der französischen Armee zu treten, es wurde ihm sogar sein in der k.k. Armee erworbener Kavallerie-Offiziersrang anerkannt.
Im Jahre 1953 ließ er sich in Kopenhagen nieder, wo er seine letzten Jahre des Lebens verbrachte und wo er auch am 30. Juni 1962 starb. Seine sterblichen Überreste wurden in der Familiengruft der Bourbonen auf Schloss Puchheim in Oberösterreich bestattet.

### Heirat und Kinder
Am 9. Juni 1921 heiratete er Margarethe von Dänemark. Aus dieser Ehe, die nach Aussagen von Zeitzeugen harmonisch verlief, gingen vier Kinder hervor:
- Jacques Maria Antoine Robert Waldemar Charles Felix Sixte Ansgar (* 1922, † 1964) ⚭ 1947 Birgitte Gräfin von Holstein-Lederborg (* 1922, † 2009)
- Anna Maria Antonie Françoise Zita Marguerite (* 1923, † 2016) ⚭ 1948 Ex-König Michael I. von Rumänien (* 1921, † 2017)
- Michel Marie Xavier Waldemar Georg Robert Karl Edmar (* 1926, † 2018)

⚭ 1951–1966 Yolande Prinzessin de Broglie-Revel (* 1928)
⚭ 2003 Maria Pia Prinzessin von Savoyen (* 1934)
- André Marie (* 1928, † 2011) ⚭ 1960 Marina Gacry (* 1935)